# دواتین دی.۵۶۰
دواتین دی. ۵۶۰ (به انگلیسی: Dewoitine_D.560) یک هواگرد ملخ‌پیشین تک‌موتوره از نوع جنگنده تک سرنشینه ساخت شرکت Dewoitine است. هواگرد دواتین دی. ۵۶۰ نخستین پروازش را در ۱۹۳۲ میلادی انجام داد. در مجموع، تعداد ۱ فروند از این هواگرد ساخته شده‌است.